# Leucoscypha virginea
Leucoscypha virginea är en svampart som beskrevs av Rifai 1968. Leucoscypha virginea ingår i släktet Leucoscypha och familjen Pyronemataceae.   Inga underarter finns listade i Catalogue of Life.